# Andrzej Borkowski (literaturoznawca)
Andrzej Borkowski (ur. 10 listopada 1977 w Siedlcach) – polski literaturoznawca (teoretyk oraz historyk literatury), edytor, glottodydaktyk, krytyk i tłumacz, dr hab. nauk humanistycznych o specjalności historia literatury, literaturoznawstwo, języki i literatury słowiańskie, komparatystyka, kultura medialna, prof. Uniwersytetu Przyrodniczo-Humanistycznego w Siedlcach.

## Życiorys
W roku 2001 Andrzej Borkowski ukończył filologię polską na Akademii Podlaskiej (dzisiejsza nazwa uczelni: Uniwersytet w Siedlcach), stopień doktora w zakresie literaturoznawstwa uzyskał na Uniwersytecie Warmińsko-Mazurskim w Olsztynie (2009). Habilitował się w roku 2016 na Uniwersytecie Komeńskiego w Bratysławie. Jest pracownikiem naukowym Uniwersytetu Przyrodniczo-Humanistycznego w Siedlcach (Wydział Humanistyczny, Instytut Językoznawstwa i Literaturoznawstwa). Ukończył także podyplomowe studium surdopedagogiki: komunikacji z niesłyszącymi i słabosłyszącymi (Katolicki Uniwersytet Lubelski Jana Pawła II, 2001), podyplomowe studia z zakresu nauczania języka polskiego jako obcego (Uniwersytet Marii Curie-Skłodowskiej w Lublinie, 2018).
Jego zainteresowania badawcze skupiają się na literaturze polskiej i europejskiej XVII w. (m.in. epoka baroku, w tym autorzy tacy jak Wacław Potocki i Jan Amos Komeński), literaturoznawstwie porównawczym, badaniach kulturowych, teorii przekładu i edytorstwie. Kieruje Instytutem Kultury Regionalnej i Badań Literackich im. Franciszka Karpińskiego (Prezes Zarządu Głównego). Jest redaktorem naczelnym czasopisma naukowego „Inskrypcje. Półrocznik” oraz członkiem Niemieckiego Towarzystwa Komeńskiego, prezesem Instytutu Kultury Regionalnej i Badań Literackich im. Franciszka Karpińskiego. Stowarzyszenie, a także członkiem następujących towarzystw naukowych: Siedleckie Towarzystwo Naukowe, Deutsche Comenius-Gesellschaft, Towarzystwo Kultury Języka Oddział Siedlecki oraz Towarzystwo Literackie im. A. Mickiewicza Oddział Siedlecki.
Ponadto jest autorem tomów poetyckich: Migracje do wewnątrz (Siedlce 2007) oraz Południe (Siedlce 2012).
Został wyróżniony medalem za Zasługi dla Siedleckiej Uczelni w 2019 roku.

## Publikacje
- Imaginarium symboliczne Wacława Potockiego: „Ogród nie plewiony” (Siedlce 2011),
- Pejzaż współczesny z barokiem w tle. Szkice o literaturze i kulturze (Siedlce 2012),
- Лабиринты дискурсов в славянских литературах эпохи барокко. Религия – политика – общество (Siedlce 2015),
- „A ja jestem córką czarownicy”. Żywioł autoportretowy w twórczości Kazimiery Iłłakowiczówny (Siedlce 2018)[3],
- Poezja polska dla cudzoziemców z ćwiczeniami (Siedlce 2015)[10].

## Granty i projekty
- 2016–2018: Drogi do przyszłości: studiuj – pracuj (kierownik). Nr projektu: SL2014:POWR.03.01.00-00-K336/15. Priorytet: III. Szkolnictwo wyższe dla gospodarki i rozwoju. Działania: 3.1 Kompetencje w szkolnictwie wyższym[5].
- 2017–2019: Masz staż! Humaniści na współczesnym rynku pracy (kierownik). Projekt współfinansowany ze środków Unii Europejskiej w ramach Europejskiego Funduszu Społecznego[5].